# One of Us Must Know (Sooner or Later)
One of Us Must Know (Sooner or Later) (en español, Uno de nosotros debe saber (tarde o temprano)) es una canción compuesta por el cantante estadounidense Bob Dylan. Fue incluida en el álbum Blonde on Blonde editado el 16 de mayo de 1966.